# Буцбах
Буцбах (нем. Butzbach) — город в Германии, в земле Гессен. Подчинён административному округу Дармштадт. Входит в состав района Веттерау.  Население составляет 24 971 человек (на 31 декабря 2010 года). Занимает площадь 106,60 км². Официальный код — 06 4 40 005.
Город подразделяется на 14 городских районов.

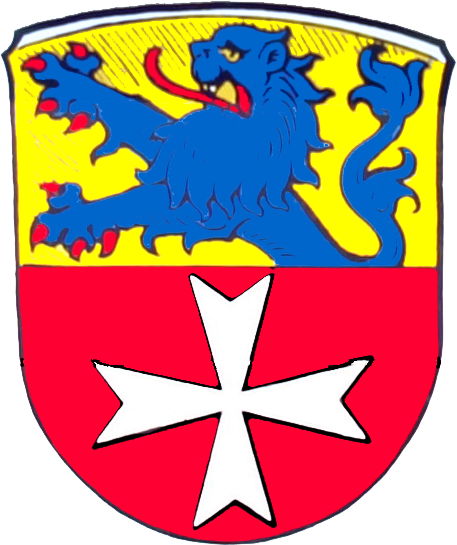
Буцбах